# Memoriał Huberta Jerzego Wagnera

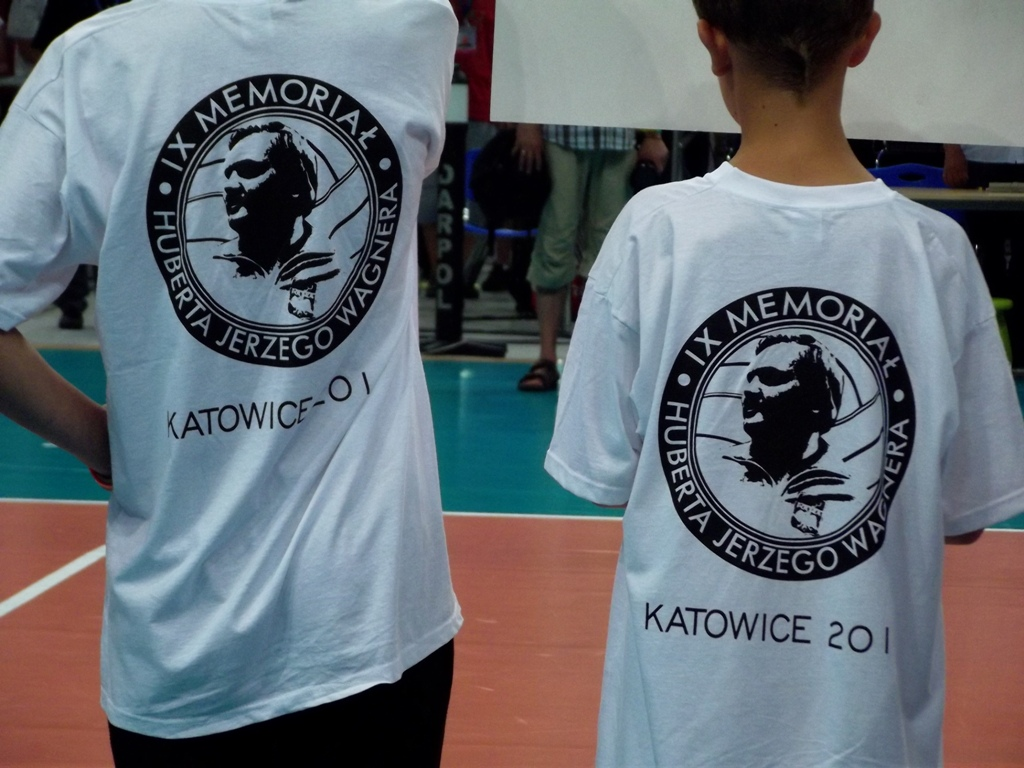
Memoriał Huberta Jerzego Wagnera

Memoriał Huberta Jerzego Wagnera – siatkarski turniej towarzyski między czterema reprezentacjami różnych krajów, w tym Polski, rozgrywany latem, zawsze ok. 2 tygodni przed najważniejszą imprezą siatkarską roku (w połowie sezonu reprezentacyjnego). Pierwszy turniej odbył się w roku 2003. Memoriał organizuje Fundacja Huberta Jerzego Wagnera i poza uhonorowaniem samego trenera ma pomóc reprezentacji Polski mężczyzn w piłce siatkowej w przygotowaniu się do sezonu.
W ciągu kilku pierwszych lat był rozgrywany w Olsztynie. Obecnie jest rozgrywany w różnych miastach Polski w celu promocji siatkówki i na stałe został on wpisany do kalendarza rozgrywek siatkarskich w Polsce. Od 2004 roku zawody rozgrywane były tylko w Olsztynie i  dodatkowo przez 2 dni w Iławie, od 2006 w Ostródzie, a od 2007 również w Elblągu. W roku 2008 memoriał był jednocześnie turniejem eliminacyjnym do mistrzostw Europy 2009 w siatkówce mężczyzn. W 2009 roku, w dniach 20-23 sierpnia, memoriał został rozegrany w Atlas Arenie w Łodzi. Obok dwóch reprezentacji Polski (A i B) wystąpiły w nim drużyny: Hiszpanii, Serbii, Włoch i Chin. Zwycięską okazała drużyna Polski A. Reprezentacja Polski B wyróżniła się wtedy zwycięstwem nad Mistrzem Europy (Hiszpanią). W reprezentacji B grali wtedy między innymi Michał Kubiak i Grzegorz Kosok. W roku 2010 miejscem rozgrywania turnieju była Bydgoszcz. Udział w nim wzięły reprezentacje: Brazylii, Bułgarii, Czech i Polski. Zwycięstwo odniosła Brazylia (wygrywając wszystkie mecze), drugie miejsce zajęła Bułgaria, natomiast na trzecim stopniu podium stanęła drużyna Polski. IX edycja turnieju była rozgrywana w hali Spodek w Katowicach. Brały w nim udział drużyny z Rosji, Włoch i Czech. Zwyciężyła drużyna włoska. W roku 2012, spośród dziesięciu kandydatur, na miasto rozgrywania jubileuszowej, dziesiątej edycji Memoriału Wagnera została wybrana Zielona Góra. We wtorek, 21 lutego 2012 roku doszło do podpisania umowy organizacyjnej między marszałkiem województwa lubuskiego, prezydentem Zielonej Góry a organizatorem turnieju. Oprócz reprezentacji Polski wzięły w niej udział reprezentacje Niemiec, Iranu i Argentyny.

## Medaliści Memoriału

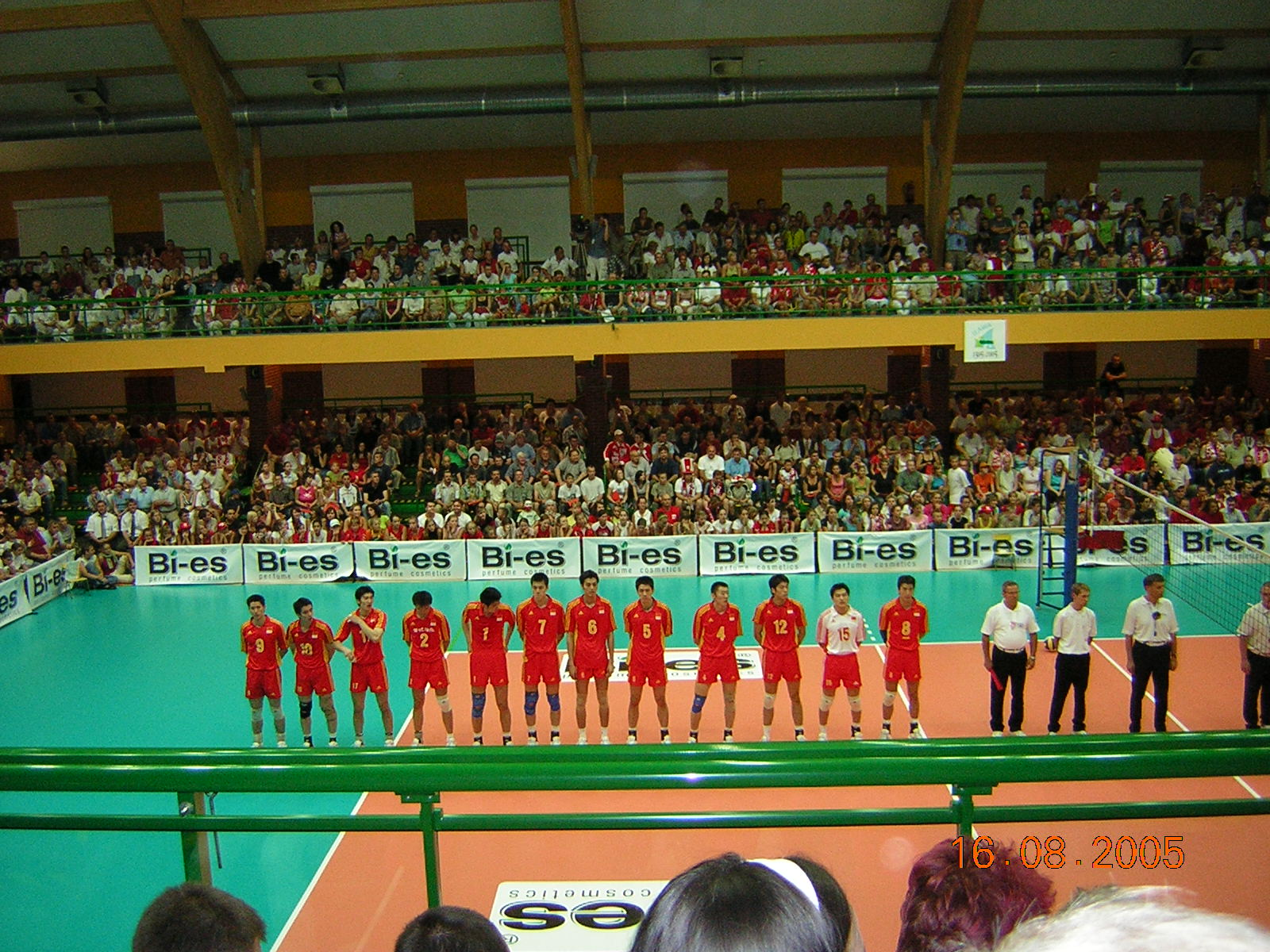
Memoriał Huberta Jerzego Wagnera 2005

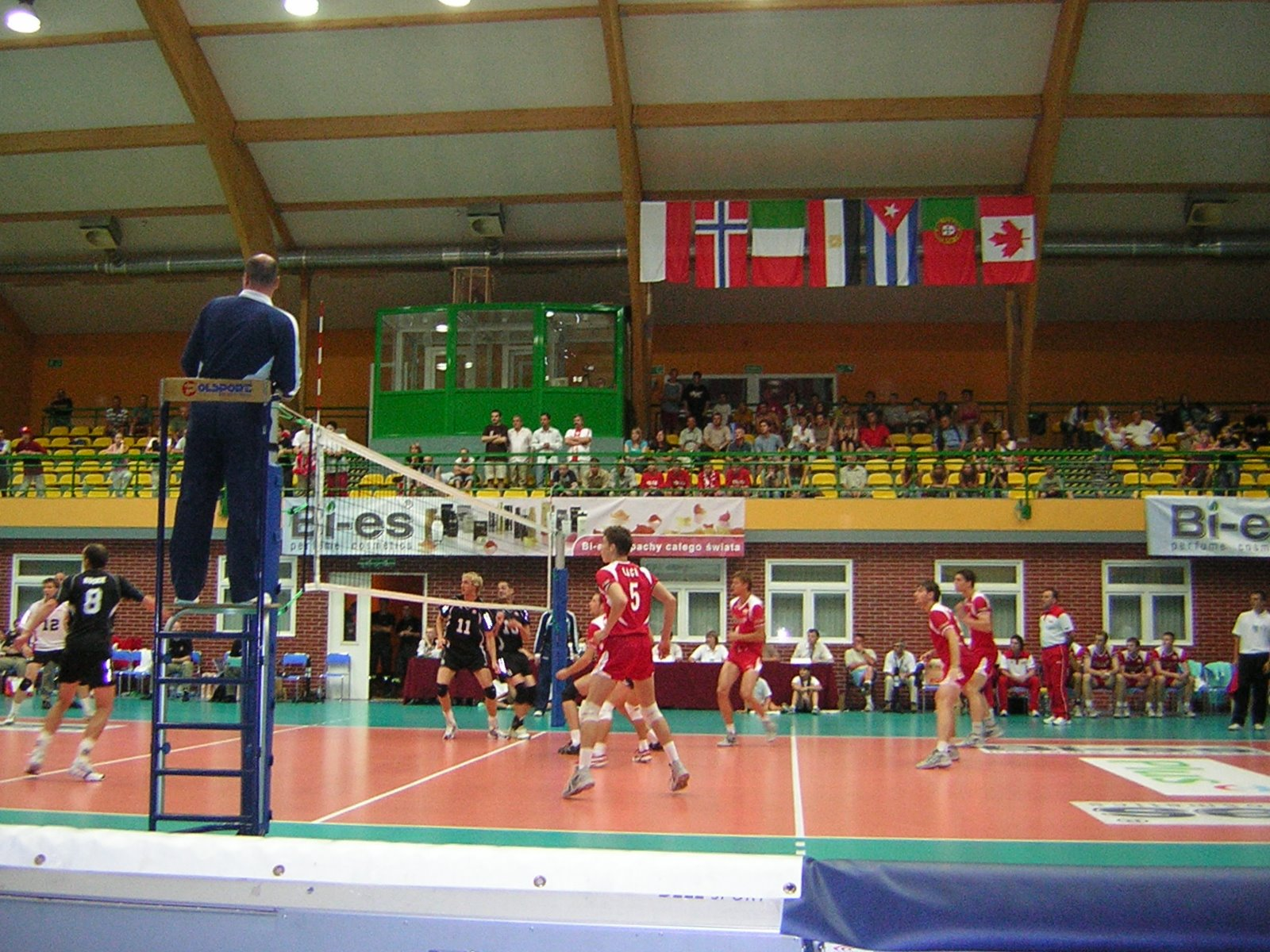
Memoriał Huberta Jerzego Wagnera 2006, Mecz Polska B i Kanada

| Edycja | Rok  | Gospodarz                | Złoto    | Srebro    | Brąz       |
| ------ | ---- | ------------------------ | -------- | --------- | ---------- |
| I      | 2003 | Olsztyn                  | Holandia | Polska    | Hiszpania  |
| II     | 2004 | Olsztyn, Iława           | Rosja    | Polska    | Holandia   |
| III    | 2005 | Olsztyn, Iława           | Holandia | Polska    | Chiny      |
| IV     | 2006 | Olsztyn, Ostróda, Iława  | Polska   | Kuba      | Kanada     |
| V      | 2007 | Olsztyn, Elbląg, Ostróda | Niemcy   | Holandia  | Polska     |
| VI     | 2008 | Olsztyn                  | Polska   | Estonia   | Czarnogóra |
| VII    | 2009 | Łódź                     | Polska   | Włochy    | Serbia     |
| VIII   | 2010 | Bydgoszcz                | Brazylia | Bułgaria  | Polska     |
| IX     | 2011 | Katowice                 | Włochy   | Rosja     | Czechy     |
| X      | 2012 | Zielona Góra             | Polska   | Niemcy    | Argentyna  |
| XI     | 2013 | Płock                    | Polska   | Rosja     | Holandia   |
| XII    | 2014 | Kraków                   | Rosja    | Polska    | Bułgaria   |
| XIII   | 2015 | Toruń                    | Polska   | Japonia   | Francja    |
| XIV    | 2016 | Kraków                   | Bułgaria | Serbia    | Polska     |
| XV     | 2017 | Kraków                   | Polska   | Francja   | Rosja      |
| XVI    | 2018 | Kraków                   | Polska   | Rosja     | Francja    |
| XVII   | 2019 | Kraków                   | Brazylia | Polska    | Serbia     |
| XVIII  | 2021 | Kraków                   | Polska   | Egipt     | Norwegia   |
| XIX    | 2022 | Kraków                   | Polska   | Argentyna | Iran       |
| XX     | 2023 | Kraków                   | Włochy   | Słowenia  | Polska     |
| XXI    | 2024 | Kraków                   | Polska   | Słowenia  | Niemcy     |
| XXII   | 2025 | Kraków                   |          |           |            |

## Liczba występów na Memoriale Huberta Wagnera według konfederacji
| - Egipt (3) - Tunezja (1) - Kanada (3) - Kuba (1) - Argentyna (2) - Brazylia (2) - Chiny (3) - Iran (3) - Australia (1) - Japonia (1) | - Polska (21) - Rosja (6) - Holandia (5) - Niemcy (5) - Serbia (5) - Francja (4) - Włochy (4) - Bułgaria (3) - Norwegia (3) - Czechy (2) - Hiszpania (2) - Słowenia (2) - Azerbejdżan (1) - Belgia (1) - Czarnogóra (1) - Estonia (1) - Finlandia (1) - Portugalia (1) - Słowacja (1) - Węgry (1) - Wielka Brytania (1) |

Stan na 15.07.2024

## Klasyfikacja medalowa
| Msc.  | Państwo    | złoto | srebro | brąz | Razem | Liczba występów |
| ----- | ---------- | ----- | ------ | ---- | ----- | --------------- |
| 1.    | Polska     | 11    | 5      | 4    | 20    | 21              |
| 2.    | Rosja      | 2     | 3      | 1    | 6     | 6               |
| 3.    | Holandia   | 2     | 1      | 2    | 5     | 5               |
| 4.    | Włochy     | 2     | 1      | 0    | 3     | 4               |
| 5.    | Brazylia   | 2     | 0      | 0    | 2     | 2               |
| 6.    | Bułgaria   | 1     | 1      | 1    | 3     | 3               |
| 6.    | Niemcy     | 1     | 1      | 1    | 3     | 5               |
| 8.    | Słowenia   | 0     | 2      | 0    | 2     | 2               |
| 9.    | Francja    | 0     | 1      | 2    | 3     | 4               |
| 9.    | Serbia     | 0     | 1      | 2    | 3     | 5               |
| 11.   | Argentyna  | 0     | 1      | 1    | 2     | 2               |
| 12.   | Estonia    | 0     | 1      | 0    | 1     | 1               |
| 12.   | Japonia    | 0     | 1      | 0    | 1     | 1               |
| 12.   | Kuba       | 0     | 1      | 0    | 1     | 1               |
| 12.   | Egipt      | 0     | 1      | 0    | 1     | 2               |
| 16.   | Chiny      | 0     | 0      | 1    | 1     | 3               |
| 16.   | Czarnogóra | 0     | 0      | 1    | 1     | 1               |
| 16.   | Czechy     | 0     | 0      | 1    | 1     | 2               |
| 16.   | Hiszpania  | 0     | 0      | 1    | 1     | 2               |
| 16.   | Kanada     | 0     | 0      | 1    | 1     | 3               |
| 16.   | Norwegia   | 0     | 0      | 1    | 1     | 3               |
| 16.   | Iran       | 0     | 0      | 1    | 1     | 3               |
| Razem | Razem      | 21    | 21     | 21   | 63    | 81              |

Stan na 15.07.2024

## Prawa telewizyjne
Memoriał Huberta Jerzego Wagnera co roku można oglądać na kanałach Polsat Sport, a także online na platformie Polsat Box Go. 